# ماثيو رانكين
ماثيو رانكين هو مونتير وكاتب سيناريو ومخرج كندي، ولد في 5 أغسطس 1980 في وينيبيغ في كندا.

## وصلات خارجية
- الموقع الرسمي
- ماثيو رانكين على موقع IMDb (الإنجليزية)
- ماثيو رانكين على موقع قاعدة بيانات الفيلم (الإنجليزية)